# Білинський Іван Григорович
Іва́н Григо́рович Біли́нський (* 16 травня 1811, Дегова — † 10 липня 1882, Долиняни) — український фольклорист.

## Життєпис
Народився в родині священика з села Дегова.
В архіві Івана Вагилевича збереглися зошити фольклорних записів Білинського з його села, датовані 1836 роком.
1836 року закінчив навчання у Львівському університеті.
Належав до складу гуртка «Руська трійця». Приятелював та спільно творив з Маркіяном Шашкевичем та Вагилевичем. Брав підготовчу участь у виданні альманаху «Русалка Дністрова» (1837 року).
Весільні пісні, записані ним, надруковані в альманасі (з позначкою «від Бережан») — це прикра помилка — власне, в рукописі зазначено точне місце запису: Дегова Бережанської округи.
Записував українські народні пісні, з них близько 60 надруковано — у збірнику Ж. Паулі «Пісні українського народу в Галичині».